# Torbjörn Köhl
Jan Erik Torbjörn Köhl, född 26 november 1963 i Linköpings Sankt Lars församling, Östergötlands län, är en svensk violinist och dirigent.

## Biografi
Torbjörn Köhl har efter studier i Stockholm och Bremen varit verksam som frilansmusiker i ett flertal välrenommerade orkestrar, bland annat Les Arts Florissants i Paris, La stravaganza i Köln, Tragicomedia, Concerto Copenhagen samt Drottningholmteaterns orkester. Torbjörn Köhl är  domkyrkokapellmästare i Linköpings domkyrka samt grundare av och konstnärlig ledare för Östgöta Barock.